# Cantonul Confolens-Sud
Cantonul Confolens-Sud este un canton din arondismentul Confolens, departamentul Charente, regiunea Poitou-Charentes, Franța.

## Comune
- Abzac
- Brigueuil
- Brillac
- Confolens (parțial, reședință)
- Esse
- Lesterps
- Montrollet
- Oradour-Fanais
- Saint-Christophe
- Saint-Germain-de-Confolens
- Saint-Maurice-des-Lions